# Чемпіонат світу з футболу 2014 (група B)
До групи B чемпіонату світу з футболу 2014 увійшли збірні Іспанії, Нідерландів, Чилі та Австралії. Матчі у групі проходили з 13 до 23 червня 2014 року.
Перша група, в якій визначилися обидві команді, які продовжили боротьбу на турнірі у стадії плей-оф вже після другого туру. Попри наявність у групі збірної Іспанії, що на той час була діючим чемпіоном Європи та світу, після двох турів право виходу в 1/8 фіналу змагання здобули збірна Чилі (з 2-го місця) та збірна Нідерландів (з 1-го місця).

## Таблиця
| Команда    | І | В | Н | П | ЗМ | ПМ | РМ | О |
| ---------- | - | - | - | - | -- | -- | -- | - |
| Нідерланди | 3 | 3 | 0 | 0 | 10 | 3  | +7 | 9 |
| Чилі       | 3 | 2 | 0 | 1 | 5  | 3  | +2 | 6 |
| Іспанія    | 3 | 1 | 0 | 2 | 4  | 7  | −3 | 3 |
| Австралія  | 3 | 0 | 0 | 3 | 3  | 9  | −6 | 0 |

## Матчі

### Іспанія — Нідерланди
У цій грі зустрілися фіналісти попереднього чемпіонату світу в ПАР — відповідно чинний чемпіон світу збірна Іспанії та чинний віцечемпіон збірна Нідерландів. Загалом матч став десятою офіційною грою цих двох команд.
Рахунок було відкрито діючими чемпіонами світу на 27-й хвилині, на якій Хабі Алонсо реалізував пенальті, призначений за порушення правил на Дієго Кості. Втім ще до завершення першого тайму «статус кво» було відновлено Робіном ван Персі, який перекинув голкіпера іспанців ударом головою з 15 метрів. У другому таймі матчу забивали лише нідерландці — дубль Ар'єна Роббена та по одному м'ячу від того ж ван Персі та Стефана де Врея встановили остаточний рахунок гри, 5:1 на користь команди Луї ван Гала. Цей рахунок став найбільшим, з яким коли-небудь на чемпіонатах світу програвали діючі на той час чемпіони, а також найбільшою поразкою збірної Іспанії на чемпіонатах світу з 1950 року.
Автори «дублів» у ворота Касільяса Робін ван Персі та Ар'єн Роббен стали першими нідерландськими футболістами, що відзначалися голами на трьох розіграшах Кубка світу.
| 13 червня 2014 16:00 |

| Іспанія           | 1 – 5           | Нідерланди                                     |
| ----------------- | --------------- | ---------------------------------------------- |
| Алонсо 27' (пен.) | Протокол(англ.) | ван Персі 44', 72' Роббен 53', 80' де Врей 65' |

| «Фонте-Нова», Салвадор Глядачів: 48 173 Арбітр: Нікола Ріццолі (Італія) |

| Іспанія | Нідерланди |

| ВР                 | 1  | Ікер Касільяс     | 65' |     |
| ЗХ                 | 22 | Сесар Аспілікуета |     |     |
| ЗХ                 | 3  | Херард Піке       |     |     |
| ЗХ                 | 15 | Серхіо Рамос      |     |     |
| ЗХ                 | 18 | Жорді Альба       |     |     |
| ПЗ                 | 8  | Хаві Ернандес     |     |     |
| ПЗ                 | 16 | Серхіо Бускетс    |     |     |
| ПЗ                 | 14 | Хабі Алонсо       |     | 62' |
| ПЗ                 | 21 | Давід Сільва      |     | 78' |
| ПЗ                 | 6  | Андрес Іньєста    |     |     |
| НП                 | 19 | Дієго Коста       |     | 62' |
| Заміни:            |    |                   |     |     |
| НП                 | 9  | Фернандо Торрес   |     | 62' |
| НП                 | 11 | Педро Родрігес    |     | 62' |
| ПЗ                 | 10 | Сеск Фабрегас     |     | 78' |
| Головний тренер:   |    |                   |     |     |
| Вісенте дель Боске |    |                   |     |     |

| ВР               | 1  | Яспер Сіллессен      |     |     |
| ЗХ               | 2  | Рон Влар             |     |     |
| ЗХ               | 3  | Стефан де Врей       | 41' | 77' |
| ЗХ               | 4  | Бруно Мартінс Інді   |     |     |
| ЗХ               | 7  | Дарил Янмаат         |     |     |
| ЗХ               | 5  | Дейлі Блінд          |     |     |
| ПЗ               | 6  | Найджел де Йонг      |     |     |
| ПЗ               | 8  | Джонатан де Гузман   | 25' | 62' |
| ПЗ               | 10 | Веслі Снайдер        |     |     |
| НП               | 9  | Робін ван Персі      | 66' | 79' |
| НП               | 11 | Ар'єн Роббен         |     |     |
| Заміни:          |    |                      |     |     |
| ПЗ               | 20 | Джорджиніо Вейналдум |     | 62' |
| ЗХ               | 13 | Джоел Велтман        |     | 77' |
| НП               | 17 | Джермейн Ленс        |     | 79' |
| Головний тренер: |    |                      |     |     |
| Луї ван Гал      |    |                      |     |     |

| Гравець матчу: Робін ван Персі (Нідерланди) |

### Чилі — Австралія
П'ята гра в історії взаємин команд Чилі та Австралії.
Основу для загального успіху у грі футболісти з Чилі заклали вже у стартовій 15-хвилинці, протягом якої голами відзначилися Алексіс Санчес та Хорхе Вальдівія. Згодом надію на позитивний для збірної Австралії результат двобою подарував м'яч, забитий на 35-й хвилині її єдиним нападником Тімом Кегіллом, втім остаточний результат зустрічі встановив у доданий час чилієць Жан Босежур.
При цьому, відзначившись у цій грі, Тім Кегілл та Жан Босежур увійшли в історію своїх збірних як перші гравці, що забивали м'ячі відповідно на трьох розіграшах Кубка світу у складі збірної Австралії та на двох розіграшах цього трофею у складі збірної Чилі.
| 13 червня 2014 19:00 |

| Чилі                                   | 3 – 1           | Австралія  |
| -------------------------------------- | --------------- | ---------- |
| Санчес 11' Вальдівія 14' Босежур 90+2' | Протокол(англ.) | Кегілл 35' |

| Арена Пантанал, Куяба Глядачів: 40 275 Арбітр: Нумандьєз Дуе (Кот-д'Івуар) |

| Чилі | Австралія |

| ВР               | 1  | Клаудіо Браво    |     |     |
| ЗХ               | 4  | Маурісіо Ісла    |     |     |
| ЗХ               | 17 | Гарі Медель      |     |     |
| ЗХ               | 18 | Гонсало Хара     |     |     |
| ЗХ               | 2  | Еухеніо Мена     |     |     |
| ПЗ               | 20 | Чарлес Арангіс   | 86' |     |
| ПЗ               | 21 | Марсело Діас     |     |     |
| ПЗ               | 8  | Артуро Відаль    |     | 60' |
| НП               | 7  | Алексіс Санчес   |     |     |
| НП               | 10 | Хорхе Вальдівія  |     | 68' |
| НП               | 11 | Едуардо Варгас   |     | 88' |
| Заміни:          |    |                  |     |     |
| ПЗ               | 16 | Феліпе Гутьєррес |     | 60' |
| ПЗ               | 15 | Жан Босежур      |     | 68' |
| НП               | 9  | Маурісіо Пінілья |     | 88' |
| Головний тренер: |    |                  |     |     |
| Хорхе Сампаолі   |    |                  |     |     |

| ВР               | 1  | Метью Раян        |     |     |
| ЗХ               | 2  | Іван Франьїч      |     | 49' |
| ЗХ               | 22 | Алекс Вілкінсон   |     |     |
| ЗХ               | 6  | Меттью Шпиранович |     |     |
| ЗХ               | 3  | Джейсон Девідсон  |     |     |
| ПЗ               | 15 | Міле Єдинак       | 58' |     |
| ПЗ               | 5  | Марк Мілліган     | 67' |     |
| ПЗ               | 7  | Метью Лекі        |     |     |
| ПЗ               | 23 | Марк Брешіано     |     | 78' |
| ПЗ               | 11 | Томмі Оур         |     | 68' |
| НП               | 4  | Тім Кегілл        | 44' |     |
| Заміни:          |    |                   |     |     |
| ЗХ               | 19 | Раян Макгован     |     | 49' |
| ПЗ               | 10 | Бен Галлоран      |     | 68' |
| ПЗ               | 14 | Джеймс Троїсі     |     | 78' |
| Головний тренер: |    |                   |     |     |
| Анге Постекоглу  |    |                   |     |     |

| Гравець матчу: Алексіс Санчес (Чилі) |

### Австралія — Нідерланди
До цього матчу команди зустрічалися тричі, у товариських іграх, остання з яких відбулася 2009 року.
У другому матчі турніру поспіль забитими голами відзначилися австралієць Тім Кегілл та основні нападники збірної Нідерландів Ар'єн Роббен та Робін ван Персі. Останні при цьому довели свої гольові здобутки на турнірі до трьох забитих м'ячів, наздогнавши найкращого на той час голеодора мундіалю німця Томаса Мюллера.
| 18 червня 2014 13:00 |

| Австралія                    | 2 – 3           | Нідерланди                         |
| ---------------------------- | --------------- | ---------------------------------- |
| Кегілл 21' Єдинак 54' (пен.) | Протокол(англ.) | Роббен 20' ван Персі 58' Депай 68' |

| Бейра-Ріо, Порту-Алегрі Глядачів: 42 877 Арбітр: Джамель Хаймуді (Алжир) |

| Австралія | Нідерланди |

| ВР               | 1  | Метью Раян        |     |     |
| ЗХ               | 19 | Раян Макгован     |     |     |
| ЗХ               | 22 | Алекс Вілкінсон   |     |     |
| ЗХ               | 6  | Меттью Шпиранович |     |     |
| ЗХ               | 3  | Джейсон Девідсон  |     |     |
| ПЗ               | 15 | Міле Єдинак       |     |     |
| ПЗ               | 17 | Метт Маккай       |     |     |
| ПЗ               | 7  | Метью Лекі        |     |     |
| ПЗ               | 23 | Марк Брешіано     |     | 51' |
| ПЗ               | 11 | Томмі Оур         |     | 77' |
| НП               | 4  | Тім Кегілл        | 43' | 69' |
| Заміни:          |    |                   |     |     |
| ПЗ               | 14 | Олівер Бозанич    |     | 51' |
| ПЗ               | 10 | Бен Галлоран      |     | 69' |
| НП               | 9  | Адам Таггарт      |     | 77' |
| Головний тренер: |    |                   |     |     |
| Анге Постекоглу  |    |                   |     |     |

| ВР               | 1  | Яспер Сіллессен      |     |       |
| ЗХ               | 2  | Рон Влар             |     |       |
| ЗХ               | 3  | Стефан де Врей       |     |       |
| ЗХ               | 4  | Бруно Мартінс Інді   |     | 45+3' |
| ПЗ               | 7  | Дарил Янмаат         |     |       |
| ПЗ               | 8  | Джонатан де Гузман   |     | 78'   |
| ПЗ               | 6  | Найджел де Йонг      |     |       |
| ПЗ               | 5  | Дейлі Блінд          |     |       |
| ПЗ               | 10 | Веслі Снайдер        |     |       |
| НП               | 9  | Робін ван Персі      | 47' | 87'   |
| НП               | 11 | Ар'єн Роббен         |     |       |
| Заміни:          |    |                      |     |       |
| ПЗ               | 21 | Мемфіс Депай         |     | 45+3' |
| ПЗ               | 20 | Джорджиніо Вейналдум |     | 78'   |
| НП               | 17 | Джермейн Ленс        |     | 87'   |
| Головний тренер: |    |                      |     |       |
| Луї ван Гал      |    |                      |     |       |

| Гравець матчу: Ар'єн Роббен (Нідерланди) |

### Іспанія — Чилі
Гра стала одинадцятою очною зустріччю двох збірних в офіційних матчах, попередні матчі включали виграні іспанцями ігри на групових етапах фінальних частин чемпіонату світу 1950 та чемпіонату світу 2010.
Перемога Чилі у цьому матчі за тур до завершення групового етапу визначила обидві команди, що продовжили боротьбу на турнірі у стадії плей-оф, якими стали збірна Чилі та збірна Нідерландів. Очна зустріч цих команд у завершальному турі стала визначальною лише для розподілу першого та другого турнірного місця між ними.
Сенсаційний програш збірної Іспанії, що на той час була чинним чемпіоном Європи та світу, вже після двох групових турів визначив, що захисту титулу чемпіона світу на чемпіонаті 2014 року не відбудеться.
| 18 червня 2014 19:00 |

| Іспанія | 0 – 2           | Чилі                   |
| ------- | --------------- | ---------------------- |
|         | Протокол(англ.) | Варгас 20' Арангіс 43' |

| Маракана, Ріо-де-Жанейро Глядачів: 74 101 Арбітр: Марк Гейгер (США) |

| Іспанія | Чилі |

| ВР                 | 1  | Ікер Касільяс     |     |     |
| ЗХ                 | 22 | Сесар Аспілікуета |     |     |
| ЗХ                 | 4  | Хаві Мартінес     |     |     |
| ЗХ                 | 15 | Серхіо Рамос      |     |     |
| ЗХ                 | 18 | Жорді Альба       |     |     |
| ПЗ                 | 16 | Серхіо Бускетс    |     |     |
| ПЗ                 | 14 | Хабі Алонсо       | 41' | 46' |
| ПЗ                 | 21 | Давід Сільва      |     |     |
| ПЗ                 | 6  | Андрес Іньєста    |     |     |
| ПЗ                 | 11 | Педро Родрігес    |     | 76' |
| НП                 | 19 | Дієго Коста       |     | 64' |
| Заміни:            |    |                   |     |     |
| ПЗ                 | 17 | Коке              |     | 46' |
| НП                 | 9  | Фернандо Торрес   |     | 64' |
| ПЗ                 | 20 | Санті Касорла     |     | 76' |
| Головний тренер:   |    |                   |     |     |
| Вісенте дель Боске |    |                   |     |     |

| ВР               | 1  | Клаудіо Браво    |     |     |
| ЗХ               | 17 | Гарі Медель      |     |     |
| ЗХ               | 5  | Франсіско Сільва |     |     |
| ЗХ               | 18 | Гонсало Хара     |     |     |
| ПЗ               | 4  | Маурісіо Ісла    |     |     |
| ПЗ               | 20 | Чарлес Арангіс   |     | 64' |
| ПЗ               | 21 | Марсело Діас     |     |     |
| ПЗ               | 2  | Еухеніо Мена     | 61' |     |
| ПЗ               | 8  | Артуро Відаль    | 26' | 88' |
| НП               | 11 | Едуардо Варгас   |     | 85' |
| НП               | 7  | Алексіс Санчес   |     |     |
| Заміни:          |    |                  |     |     |
| ПЗ               | 16 | Феліпе Гутьєррес |     | 64' |
| ПЗ               | 10 | Хорхе Вальдівія  |     | 85' |
| ПЗ               | 6  | Карлос Кармона   |     | 88' |
| Головний тренер: |    |                  |     |     |
| Хорхе Сампаолі   |    |                  |     |     |

| Гравець матчу: Едуардо Варгас (Чилі) |

### Австралія — Іспанія
Перша зустріч двох команд на футбольному полі. 
Нападник збірної Австралії Тім Кегілл пропускав гру через дві жовті картки, отримані у попередніх іграх. З турнірної точки зору гра була лише за третє місце у групі, оскільки обидві команди втратили шанси на вихід до раунду плей-оф ще за результатами двох перших турів групового етапу.
| 23 червня 2014 13:00 |

| Австралія | 0 – 3           | Іспанія                       |
| --------- | --------------- | ----------------------------- |
|           | Протокол(англ.) | Вілья 36' Торрес 69' Мата 82' |

| Арена Байшада, Куритиба Глядачів: 39 375 Арбітр: Наваф Шукралла (Бахрейн) |

| Австралія | Іспанія |

| ВР               | 1  | Метью Раян        |       |     |
| ЗХ               | 19 | Раян Макгован     |       |     |
| ЗХ               | 6  | Меттью Шпиранович | 88'   |     |
| ЗХ               | 22 | Алекс Вілкінсон   |       |     |
| ЗХ               | 3  | Джейсон Девідсон  |       |     |
| ЗХ               | 17 | Метт Маккай       |       |     |
| ПЗ               | 15 | Міле Єдинак       | 90+2' |     |
| ПЗ               | 13 | Олівер Бозанич    |       | 72' |
| ПЗ               | 7  | Метью Лекі        |       |     |
| НП               | 9  | Адам Таггарт      |       | 46' |
| ПЗ               | 11 | Томмі Оур         |       | 61' |
| Заміни:          |    |                   |       |     |
| ПЗ               | 10 | Бен Галлоран      |       | 46' |
| ПЗ               | 14 | Джеймс Троїсі     |       | 61' |
| ПЗ               | 23 | Марк Брешіано     |       | 72' |
| Головний тренер: |    |                   |       |     |
| Анге Постекоглу  |    |                   |       |     |

| ВР                 | 23 | Пепе Рейна      |     |     |
| ЗХ                 | 5  | Хуанфран        |     |     |
| ЗХ                 | 2  | Рауль Альбіоль  |     |     |
| ЗХ                 | 15 | Серхіо Рамос    | 62' |     |
| ЗХ                 | 18 | Жорді Альба     |     |     |
| ПЗ                 | 14 | Хабі Алонсо     |     | 83' |
| ПЗ                 | 17 | Коке            |     |     |
| ПЗ                 | 6  | Андрес Іньєста  |     |     |
| ПЗ                 | 20 | Санті Касорла   |     | 68' |
| ПЗ                 | 7  | Давід Вілья     |     | 56' |
| НП                 | 9  | Фернандо Торрес |     |     |
| Заміни:            |    |                 |     |     |
| ПЗ                 | 13 | Хуан Мата       |     | 56' |
| ПЗ                 | 10 | Сеск Фабрегас   |     | 68' |
| ПЗ                 | 21 | Давід Сільва    |     | 83' |
| Головний тренер:   |    |                 |     |     |
| Вісенте дель Боске |    |                 |     |     |

| Гравець матчу: Давід Вілья (Іспанія) |

### Нідерланди — Чилі
Команди зустрічалися до цієї гри лише одного разу, на Олімпійських іграх 1928 року. 
Нідерландський нападник Робін ван Персі пропускав матч через дві жовті картки, отримані у перших двох матчах. На момент гри обидві команди вже вибороли право участі у раунді плей-оф, тож матч визначав лише розподіл першого та другого місця між ними.
| 23 червня 2014 13:00 |

| Нідерланди          | 2 – 0           | Чилі |
| ------------------- | --------------- | ---- |
| Фер 77' Депай 90+1' | Протокол(англ.) |      |

| Сан-Паулу Арена, Сан-Паулу Глядачів: 62 996 Арбітр: Бакарі Гассама (Гамбія) |

| Нідерланди | Чилі |

| ВР               | 1  | Яспер Сіллессен      |     |     |
| ЗХ               | 7  | Дарил Янмаат         |     |     |
| ЗХ               | 2  | Рон Влар             |     |     |
| ЗХ               | 3  | Стефан де Врей       |     |     |
| ЗХ               | 5  | Дейлі Блінд          | 64' |     |
| ПЗ               | 20 | Джорджиніо Вейналдум |     |     |
| ПЗ               | 6  | Найджел де Йонг      |     |     |
| ПЗ               | 15 | Дірк Кейт            |     | 89' |
| ПЗ               | 10 | Веслі Снайдер        |     | 75' |
| НП               | 11 | Ар'єн Роббен         |     |     |
| НП               | 17 | Джермейн Ленс        |     | 69' |
| Заміни:          |    |                      |     |     |
| ПЗ               | 21 | Мемфіс Депай         |     | 69' |
| ПЗ               | 18 | Лерой Фер            |     | 75' |
| ЗХ               | 14 | Теренс Конголо       |     | 89' |
| Головний тренер: |    |                      |     |     |
| Луї ван Гал      |    |                      |     |     |

| ВР               | 1  | Клаудіо Браво    |     |     |
| ЗХ               | 17 | Гарі Медель      |     |     |
| ЗХ               | 5  | Франсіско Сільва | 25' | 70' |
| ЗХ               | 18 | Гонсало Хара     |     |     |
| ЗХ               | 4  | Маурісіо Ісла    |     |     |
| ЗХ               | 2  | Еухеніо Мена     |     |     |
| ПЗ               | 20 | Чарлес Арангіс   |     |     |
| ПЗ               | 21 | Марсело Діас     |     |     |
| ПЗ               | 16 | Феліпе Гутьєррес |     | 46' |
| НП               | 7  | Алексіс Санчес   |     |     |
| НП               | 11 | Едуардо Варгас   |     | 81' |
| Заміни:          |    |                  |     |     |
| ПЗ               | 15 | Жан Босежур      |     | 46' |
| ПЗ               | 10 | Хорхе Вальдівія  |     | 70' |
| НП               | 9  | Маурісіо Пінілья |     | 81' |
| Головний тренер: |    |                  |     |     |
| Хорхе Сампаолі   |    |                  |     |     |

| Гравець матчу: Ар'єн Роббен (Нідерланди) |